# Luftangriffe auf Hildesheim

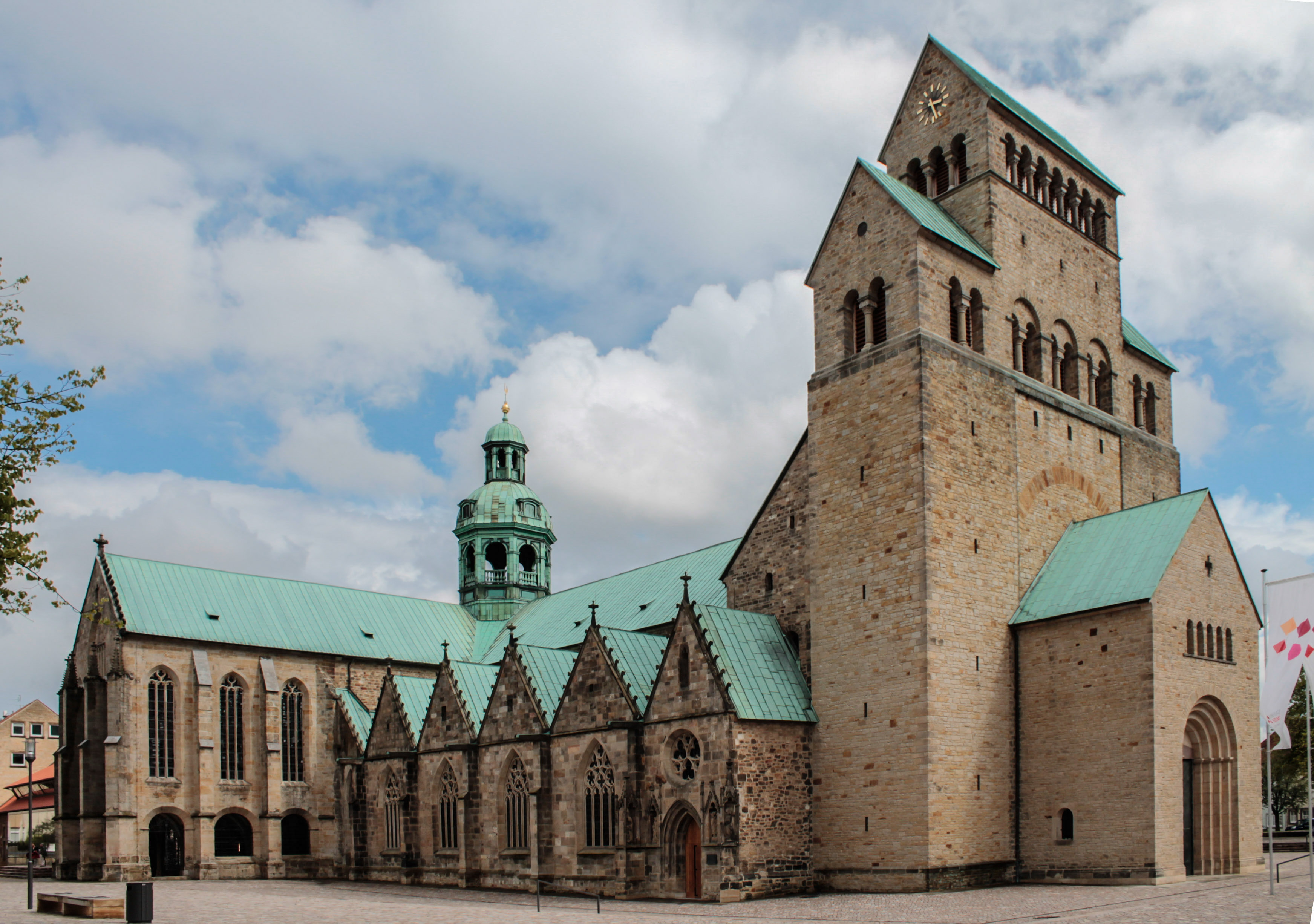
Der Hildesheimer Dom wurde völlig zerstört. Nach zehnjährigem Wiederaufbau wurde er 1960 neu geweiht.

Die Luftangriffe auf Hildesheim in den letzten zehn Monaten des Zweiten Weltkrieges zerstörten die niedersächsische Stadt Hildesheim zu großen Teilen. In der Zeit von Juli 1944 bis März 1945 war Hildesheim siebenmal Ziel von Einheiten der United States Army Air Forces (USAAF), der Royal Air Force (RAF) und der Kanadischen Luftstreitkräfte (RCAF). Beim letzten und schwersten Angriff von RAF und RCAF, der in der Mittagszeit des 22. März 1945 dem Zentrum und der Altstadt galt, kamen 824 Menschen ums Leben.
Speziell das Flächenbombardement ziviler Ziele (Innenstadt, Wohngebiete) durch das RAF Bomber Command erfolgte aufgrund der vom britischen Air Ministry am 14. Februar 1942 erteilten Area Bombing Directive. Der Luftkrieg des Zweiten Weltkriegs forderte in Hildesheim insgesamt 1.511 Opfer. Andere Quellen geben eine Zahl von 1.736 an.

## Wirtschaftliche Bedeutung der Stadt
Bis auf das letzte Kriegsjahr galt die 1939 knapp 72.500 Einwohner zählende Mittelstadt als unbedeutendes Ziel, weil nach Ansicht des britischen RAF Bomber Command die dortige Industrie nur eine geringe militärische Bedeutung hatte. Von militärischem Wert wurde allenfalls der westlich des Hildesheimer Hauptbahnhofs liegende Güter- und Rangierbahnhof eingeschätzt.

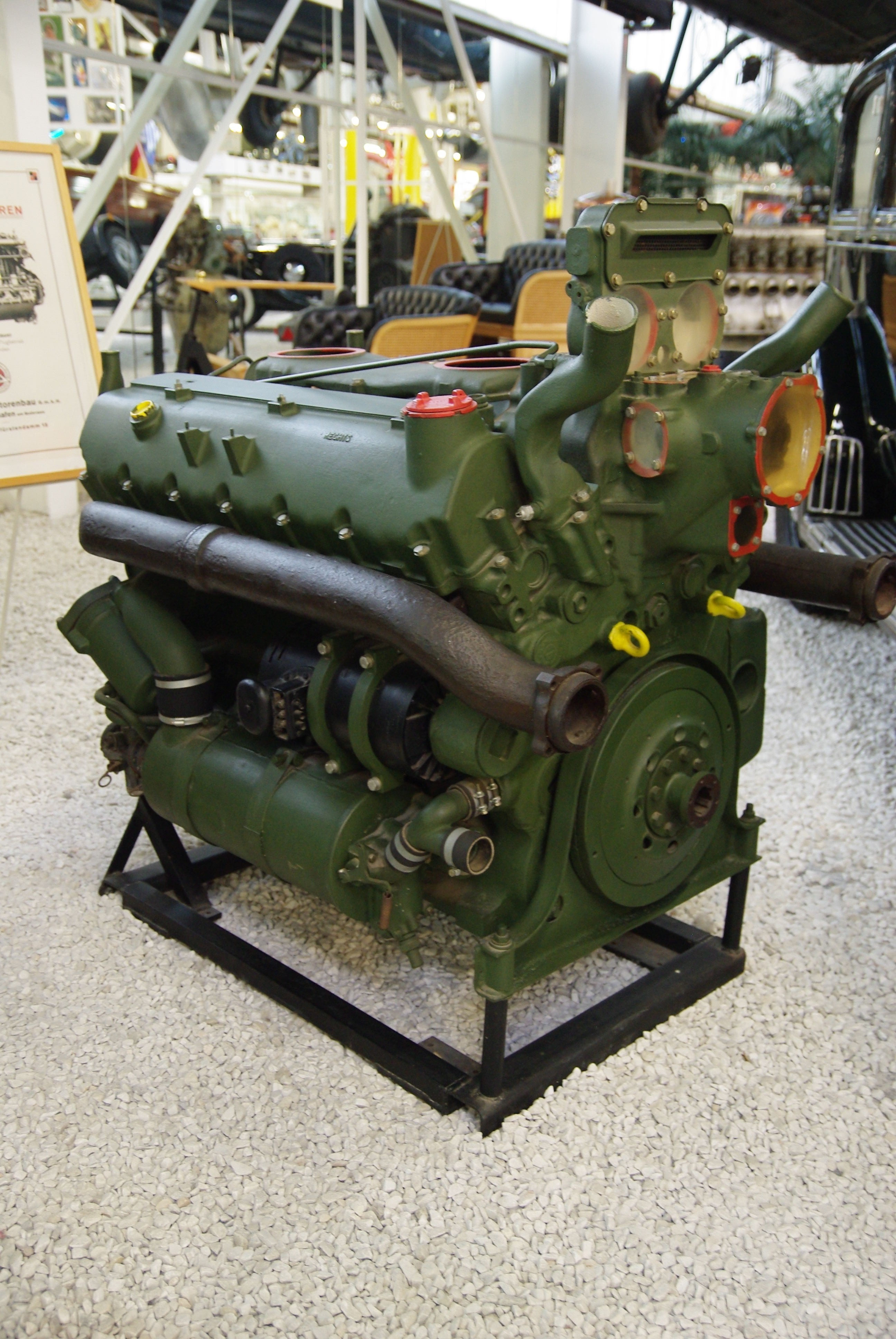
Bosch-Magnetzünder und -Starter aus Hildesheim waren u. a. in den V12-Maybach-Ottomotoren vom Typ HL 230 der Tiger-Panzer eingebaut

Entgegen dieser Bewertung wurden in den 1930er Jahren im Zuge der Aufrüstung der Wehrmacht neue kriegswichtige Betriebe in der Stadt geschaffen. So war die 1934 gegründete VDM-Halbzeugwerke GmbH am Römerring (umgangssprachlich „Metallwerk Hildesheim“ genannt) mit der Fertigung von Komponenten für Verstellpropeller, Fahrwerke und Flugmotoren (Zylinderköpfe, Kurbelgehäuse und Ölwannen) ein wichtiger Zulieferer der Flugzeugindustrie. Das alteingesessene Senkingwerk in unmittelbarer Nachbarschaft fertigte neben seinen bekannten Feldküchen unter anderem auch Zünder und Teile für Panzerwagen der Wehrmacht. Nicht weit entfernt baute die Eduard Ahlborn AG (heute Kelvion PHE in Sarstedt) in ihrem 1938/39 neu errichteten Werk am Cheruskerring Torpedos für die Kriegsmarine. Die Wetzell Gummiwerke AG (ab 1968 Teil der Hamburger Phoenix Gummiwerke) stellte am Moritzberg Gasmasken sowie Schwimmwesten und Schlauchboote für Marine bzw. Luftwaffe her.
Im Dezember 1937 begannen die Planungen für das Werk mit dem Tarnnamen „ELFI“ (Elektro- und Feinmechanische Industrie GmbH) unter Leitung der Robert Bosch GmbH (siehe auch: Neuhof - ELFI-Werk). Südwestlich der Stadt im Hildesheimer Wald sollten Starter, Lichtmaschinen, Magnetzünder und Schwungkraftanlasser für große Lkw- und Panzermotoren gefertigt werden. Die 1940 begonnene Produktion bei ELFI erreichte ihren vollen Umfang zwei Jahre später. Der Ende 1942 in „Trillke-Werke“ umbenannte Betrieb war ab Herbst 1943 alleiniger Hersteller dieser wichtigen Komponenten, da deren Fertigungseinrichtungen im Bosch-Stammwerk Feuerbach durch die Luftangriffe auf Stuttgart stark gefährdet waren und in die Trillke-Werke Hildesheim geschafft wurden. Zusätzlich verlagerte die Bosch-Tochter Blaupunkt im Januar 1945 ihre durch die Weichsel-Oder-Operation der Roten Armee gefährdete Fertigung von „Korfu“-Funkmessgeräten in Küstrin (Tarnname „Udo-Werke GmbH“, nach Udo Werr, einem Mitarbeiter von Blaupunkt-Geschäftsführer Paul Goerz) ebenfalls zu Trillke in den Hildesheimer Wald.

## Luftangriffe

Luftaufnahme von Hildesheim nach der Zerstörung vom 22. März 1945

### 1944
Bei dem ersten direkten Angriff auf die Stadt am 29. Juli 1944 wurden 34 Menschen getötet. Die Zuckerraffinerie am Römerring gegenüber dem Senkingwerk erhielt schwere Schäden.
In der Nacht zum 13. August 1944 fielen 20 Spreng- und 80 Brandbomben in das Industriegebiet Römerring. Es entstanden leichte Schäden an der Zuckerraffinerie und dem VDM-Metallwerk. Einige Bomben trafen ein Wohngebiet in der Südstadt, dort wurden ein Haus zerstört und fünf weitere schwer beschädigt. Mehrere Bomben trafen ein Kriegsgefangenenlager im Bereich der Straßen Am Pferdeanger/Vor der Lademühle. Zehn Kriegsgefangene starben dort.
Am 26. November 1944 wurde die Stadt, vermutlich als Ausweichziel („Target of Opportunity“), in der Zeit von 11 bis 13:30 Uhr erneut angegriffen. Es gab keine Personenschäden, im Zentrum wurden einige Häuser in der Burgstraße/Ecke Alter Markt beschädigt. Ein Haus in der Matthiaswiese in der Weststadt wurde zerstört.

### Februar 1945
Am 13. Februar 1945 fiel nachts eine Luftmine auf den Tennisplatz an der Johanniswiese, wodurch zahlreiche Hausdächer beschädigt wurden, aber keine Menschen zu Schaden kamen.
Am Nachmittag des 22. Februar 1945 erfolgte im Rahmen der alliierten Operation Clarion, der Zerstörung von Verkehrswegen wie Eisenbahnknoten, Bahnhöfen, Häfen, Brücken und ähnlichen Anlagen, ein Angriff auf den Hildesheimer Güter- und Rangierbahnhof, der starke Schäden davontrug. Dabei wurden in der Stadt 102 Häuser völlig zerstört. 106 Häuser und die beiden Kirchen St. Bernward und St. Lamberti wurden schwer, weitere 998 Häuser, der Dom und die Michaeliskirche sowie St. Jakobi und St. Andreas leicht beschädigt. Bei diesem Angriff starben etwa 250 Menschen. Zur Beseitigung der entstandenen Schäden errichtete die SS das KZ-Außenlager Hildesheim, das vom 2. März bis 26. März 1945 bestand.

### März 1945
Am 3. März 1945 wurde Hildesheim zum Ausweichziel („target of opportunity“) für einen geplanten Luftangriff auf Braunschweig. Insgesamt fielen 583 Sprengbomben auf die Oststadt, wobei 51 Häuser vollständig zerstört wurden. Von den 58 beschädigten Häusern waren 22 nur leicht getroffen. 52 Menschen kamen ums Leben.

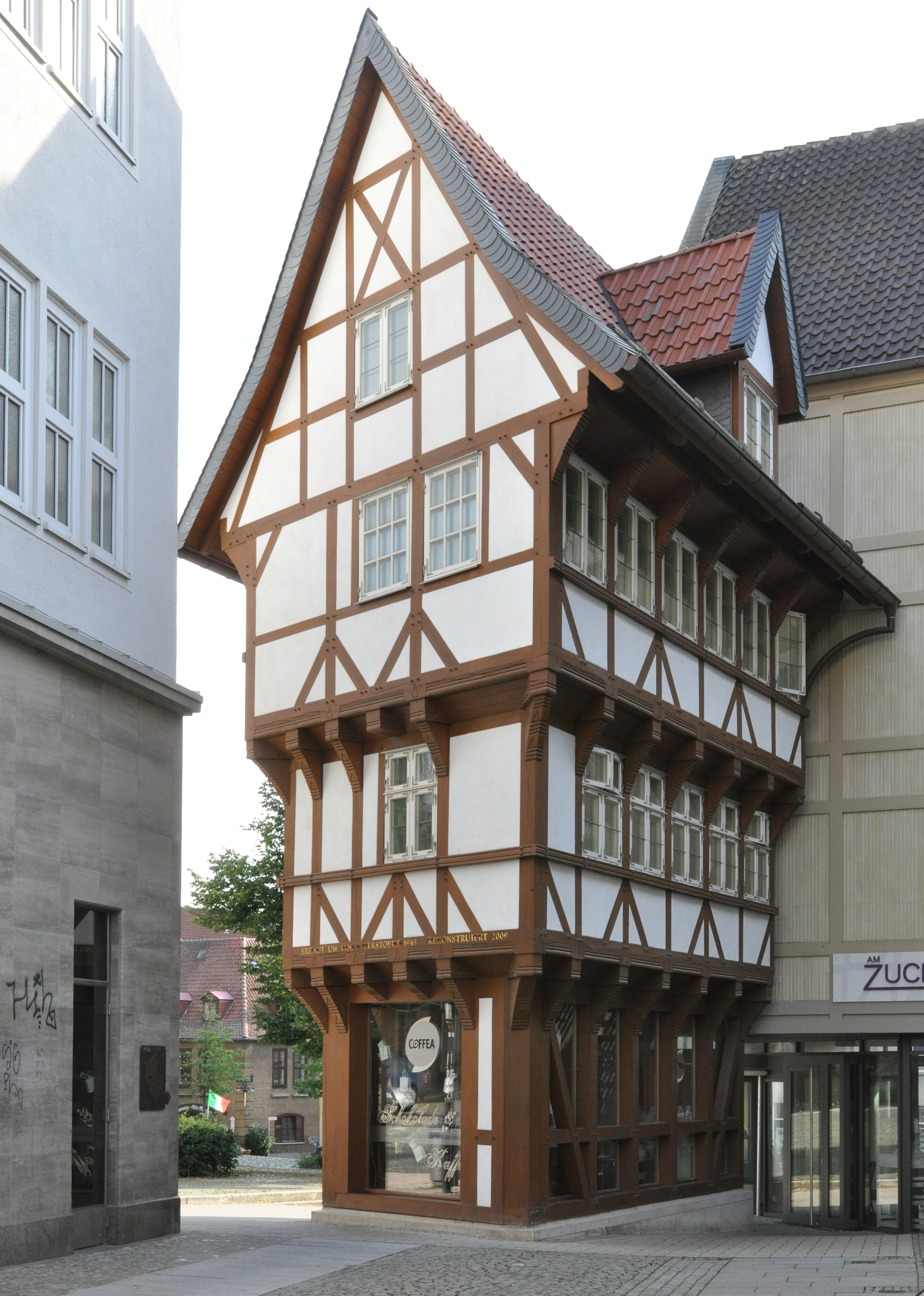
Das rekonstruierte Fachwerkhaus „Umgestülpter Zuckerhut“, 2014

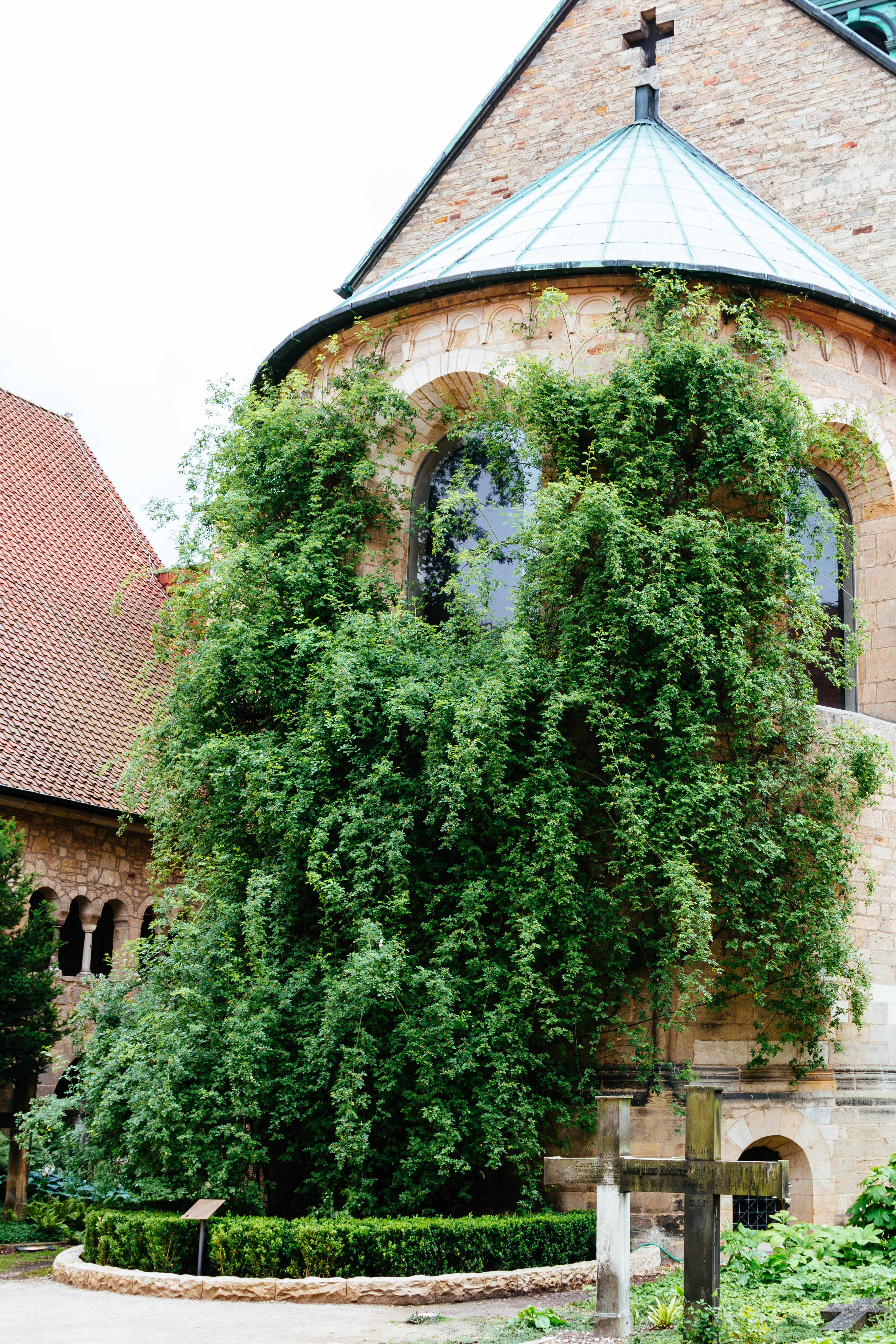
Rückseite des Doms mit „Tausendjährigem Rosenstock“ in Blüte, Juni 2016

Am 14. März 1945 bombardierten Teile der First Air Division mehrere Ziele in der Gegend um Hannover, darunter in Hildesheim das VDM-Metallwerk und den Güter- und Rangierbahnhof. Während letzterer erneut schwer getroffen wurde und für mehrere Tage stillgelegt werden musste, verfehlten die Bomber das VDM-Werk und trafen stattdessen die Hallen des benachbarten Senkingwerkes, das völlig zerstört wurde. Über 150 Menschen starben, darunter 60 Kriegsgefangene.
Am 22. März 1945 war Hildesheim das wichtigste Tagesziel der alliierten Bomberflotten. Einheiten der britischen Royal Air Force flogen zusammen mit Bombern der Kanadischen Luftstreitkräfte einen Angriff auf das Stadtzentrum. Das RAF Bomber Command wendete eine Kombination von Spreng- und Brandbomben an. Diese Kombination sollte einen Feuersturm erzeugen. Die genaue Auswahl des zu bombardierenden Gebietes wurde anhand von Luftbildern, Statistiken über die Bevölkerungsdichte und Brandversicherungs-Katasterkarten getroffen, die von deutschen Feuerversicherungen vor dem Krieg bei britischen Rückversicherungsgesellschaften hinterlegt worden waren. Die Hildesheimer Altstadt wurde als Kerngebiet des Angriffs ausgewählt, da in den alten Fachwerkhäusern der Anteil an brennbaren Materialien am höchsten war. Von 13:00 Uhr bis 13:15 Uhr warfen über 250 Bomber (laut Kriegstagebuch des RAF Bomber Command: 227 Lancasters und 8 Mosquitos) insgesamt 438,8 Tonnen Spreng- und 624 Tonnen Brandbomben ab. 75 Prozent aller Gebäude wurden durch den Angriff zerstört oder beschädigt, einschließlich fast der gesamten historischen Altstadt.
Der Tausendjährige Rosenstock an der Apsis des Doms, eines der Wahrzeichen Hildesheims, verbrannte und lag unter Trümmern begraben. Das Zentrum mit seiner als „Nürnberg des Nordens“ bekannten mittelalterlichen Bebauung wurde fast völlig zerstört, während die kriegswichtigen Trillke-Werke im Hildesheimer Wald und der Ahlborn-Torpedobau am Cheruskerring nicht getroffen wurden.
Bei den Angriffen im März 1945 kamen etwa 1500 Zivilisten ums Leben, davon konnten etwa 500 nicht identifiziert werden. Das Kriegstagebuch des RAF Bomber Command berichtet: „1645 people were killed“. Von 24 Wagen der Städtischen Straßenbahn Hildesheim brannten 19 aus, sodass der Betrieb eingestellt werden musste und auch nach dem Krieg nicht wieder aufgenommen werden konnte. Die Einwohnerzahl Hildesheims – im Mai 1939 lag sie bei 72.500 – war zum 1. Mai 1945 auf ca. 39.500 Personen gefallen und stieg bis Jahresende wieder auf knapp 59.000 Menschen. 1950 war der Vorkriegsstand wieder erreicht.

## Nach dem Krieg

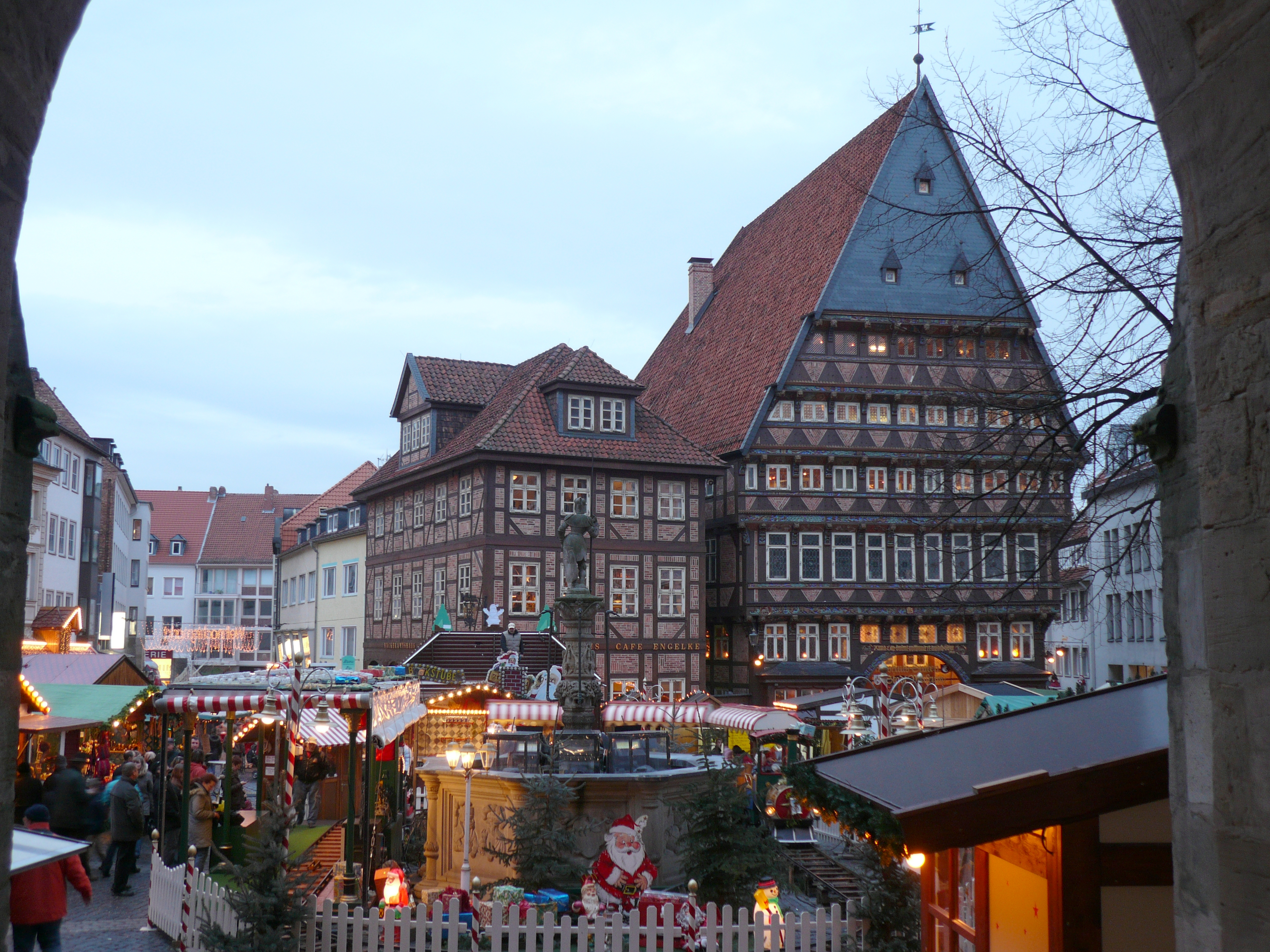
Weihnachtsmarkt 2007:
Das Knochenhaueramtshaus (hinten rechts) am Marktplatz wurde ab 1986 rekonstruiert.

Rund 34.000 Einwohner (46 %) waren am Kriegsende obdachlos. Der Wiederaufbau begann am 12. Juni 1945 mit dem Abriss der ersten Ruinen, und ab dem 26. Juni 1945 wurden die ersten Häuser wieder aufgebaut. Im Februar 1947 waren 350 Wohnhäuser wieder aufgebaut. Der schnelle Wiederaufbau in den 1950er Jahren prägt mit seinen schlichten Gebäuden das heutige Stadtbild. Alle Kirchen, von denen zwei später in die UNESCO-Weltkulturerbe-Liste aufgenommen wurden, waren bis 1960 wieder aufgebaut. In den 1980er Jahren begann eine Teilrekonstruktion des historischen Marktplatzes. Einige der in den 1950/60er Jahren errichteten Betonbauten, darunter das „Hotel Rose“, wurden abgerissen und durch rekonstruierte historische Gebäude wie das Knochenhaueramtshaus ersetzt. Im Herbst 2007 fiel die Entscheidung für den Wiederaufbau des Umgestülpten Zuckerhutes, eines Fachwerkhauses, der im Oktober 2010 fertiggestellt war.

## Gedenken
Alljährlich wird im Rahmen einer Gedenkveranstaltung am 22. März an die Zerstörung der Stadt erinnert. 2016 wurde sie infolge innen- und außenpolitischer Ereignisse neu ausgerichtet, wobei die Friedensbewahrung in den Mittelpunkt rückte. Seitdem beginnt der Hildesheimer Friedenstag um 13:10 Uhr mit dem traditionellen Glockengeläut und einer anschließenden Feierstunde in der St. Andreas-Kirche. Danach wird der Hildesheimer Friedenspreis an eine ortsansässige Einrichtung oder Initiative überreicht, die sich „in besonderer Weise für Frieden und Versöhnung“ eingesetzt haben bzw. einsetzen. 2017 kam als weiterer Höhepunkt die Hildesheimer Friedensrede hinzu, die „die Menschen sensibilisieren und darin bestärken soll, für demokratische Werte, für Toleranz und für Nächstenliebe einzutreten“. Die bisherigen Redner waren (in chronologischer Reihenfolge): Felix Finkbeiner, Shida Bazyar, David McAllister und Heiner Wilmer.